# Kompania graniczna KOP „Hłuboczek”

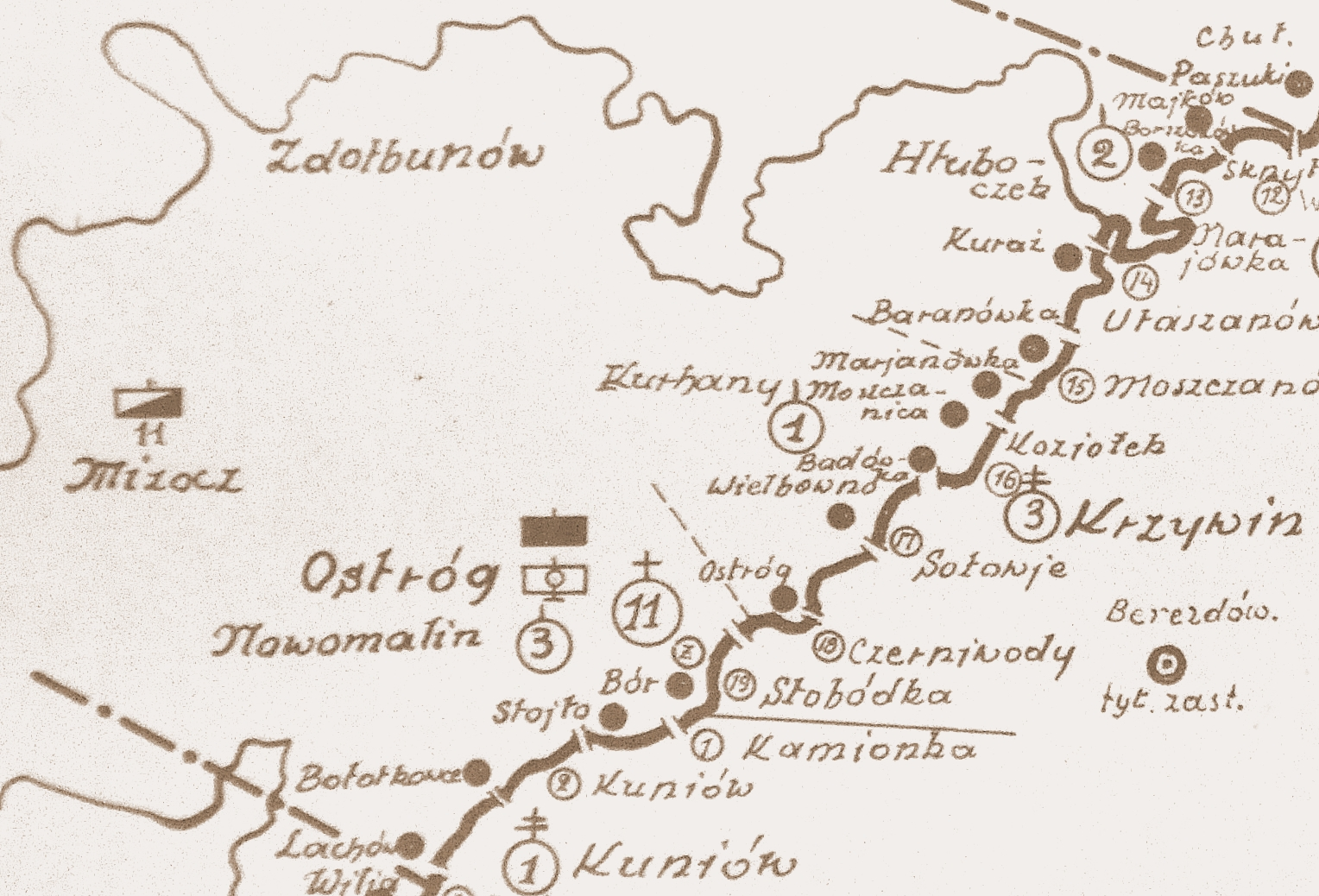
Rozmieszczenie batalionu KOP „Ostróg” w 1931

Kompania graniczna KOP „Hłuboczek” – pododdział graniczny Korpusu Ochrony Pogranicza pełniący służbę ochronną na granicy polsko-radzieckiej.

## Formowanie i zmiany organizacyjne
Na podstawie rozkazu szefa Sztabu Generalnego L. dz. 12044/O.de B./24 z 27 września 1924, w pierwszym etapie organizacji Korpusu Ochrony Pogranicza, sformowano 3 batalion graniczny, a w jego składzie 27 kompanię graniczną „Hłuboczek”.
W 1939 2 kompania graniczna KOP „Hłuboczek” podlegała dowódcy batalionu KOP „Ostróg”.

## Służba graniczna
Podstawową jednostką taktyczną Korpusu Ochrony Pogranicza przeznaczoną do pełnienia służby ochronnej był batalion graniczny. Odcinek batalionu dzielił się na pododcinki kompanii, a te z kolei na pododcinki strażnic, które były „zasadniczymi jednostkami pełniącymi służbę ochronną”, w sile półplutonu. Służba ochronna pełniona była systemem zmiennym, polegającym na stałym patrolowaniu strefy nadgranicznej i tyłowej, wystawianiu posterunków alarmowych, obserwacyjnych i kontrolnych stałych, patrolowaniu i organizowaniu zasadzek w miejscach rozpoznanych jako niebezpieczne, kontrolowaniu dokumentów i zatrzymywaniu osób podejrzanych, a także utrzymywaniu ścisłej łączności między oddziałami i władzami administracyjnymi. Miejscowość, w którym stacjonowała kompania graniczna, posiadała status garnizonu Korpusu Ochrony Pogranicza.
2 kompania graniczna „Hłoboczek” w 1934 ochraniała odcinek granicy państwowej szerokości 29 kilometrów 545 metrów. Po stronie sowieckiej granicę ochraniały zastawy „Skrzył”, „Marajówka”, „Utaszanówka” i „Moszczanówka” z komendantury „Annopol” .
Kompanie sąsiednie:
- 3 kompania graniczna KOP „Sapożyn” ⇔ 1 kompania graniczna KOP „Kurhany” – 1928[9], 1929[10], 1931[8] , 1932[11], 1934[12], 1938[13]

## Struktura organizacyjna
| Struktura organizacyjna kompanii granicznej KOP „Hłuboczek” |                             |                             |                             |                        |
| Lata                                                        | 1928                        | 1929                        | 1931-1934                   | 1938 - 1939            |
| Strażnice                                                   | strażnica KOP „Majków”      | strażnica KOP „Majków”      | strażnica KOP „Majków”      | strażnica KOP „Majków” |
| Strażnice                                                   | strażnica KOP „Borszczówka” | strażnica KOP „Borszczówka” | strażnica KOP „Borszczówka” | —                      |
| Strażnice                                                   | strażnica KOP „Fryderland”  | strażnica KOP „Fryderland”  | strażnica KOP „Kuraż”       | —                      |
| Strażnice                                                   | strażnica KOP „Baranówka”   |                             |                             |                        |
| Strażnice                                                   | —                           | strażnica KOP „Marjanówka”  | —                           | —                      |
| Inne                                                        |                             |                             |                             | pluton odwodowy        |

## Dowódcy kompanii
- kpt. Czesław Szymanowski (był IX 1928 – 2 VIII 1929 → przesunięty na stanowisko dowódcy kompanii szkolnej)[17]
- kpt. Julian Richter (był X 1929 – 24 III 1831 → przeniesiony do 1 batalionu strzeleckiego)[17]
- kpt. Włodzimierz Kraszkiewicz (24 III 1931 – 23 III 1932 → dowódca kompanii odwodowej)[17]
- p.o. por. Tadeusz Zieliński (31 III 1932 – był V 1933)[17]
- kpt. Henryk Jurczyński (27 III 1934 – )[17]
- por. Kazimierz Stanisław Fedorowicz[i] (był VI 1939)[19]